# 二村保
二村 保（ふたむら たもつ、1941年 - 2011年）は、写真家。横浜市出身。
代表作は、日本・アメリカ・メキシコ・カナダでのレースに迫った写真集『レーシング』、ラリーを舞台にした写真集『THE RALLY』など。写真家として、モータースポーツフォトグラフィーを独創的な視点で切り開いた。

## 略歴
1941年、神奈川県横浜市に生まれる。東京写真短期大学（現東京工芸大学）卒業。NTV報道カメラマンを経て、1967年フリーランスに。この年にサザンクロス・ラリー（オーストラリア）を取材する。1968年メキシコに渡り、メキシコオリンピック公式フォトグラファーをつとめる。それ以降、主にモータースポーツを撮影する。
1970年に、1968年〜1970年のCan-Amや日本グランプリなどを撮影した写真集『レーシング』を発表。1972年渡欧し、ラリー・モンテカルロを撮影する。その後、モータースポーツの本場であるヨーロッパを拠点に活動し、1979年、写真集『THE RALLY』を発表。この『THE RALLY』の撮影は、8年間・世界15ヵ国に及んだ。1985年、オーストリアのウィーンにて写真集『RALLYE』を発表。1993年には写真集『FINISH』、 そして、2003年に写真集『A SECOND』を日本から発表するなど、この分野におけるスペシャリストであり第一人者である。
80年代には、自ら録音したラリーの音を収録したLPレコードを4枚リリースしている。JRPA（日本レース写真家協会）初代会長。2011年フランスにて永眠。

## 主な著作

### 写真集
- 『レーシング』 山海堂、1970年
- 『THE RALLY』 オートヘラルド、1979年
- 『RALLYE』 Orac、1985年
- 『FINISH』 NEWs PUBLISHING、1993年
- 『A SECOND』 i-dea、2003年

### レコード
- 『THE RALLY』 DAN Records、1980年
- 『THE RALLY Ⅱ』 DAN Records、1981年
- 『THE RALLY SPECIAL』 DAN Records、1981年
- 『TURBO SOUNDS SPECIAL』 DAN Records、1982年

### CD
- 『THE RALLY』 4CD Box、Tokuma Japan Communications/DAN、2008年

## 主な作品掲載

### ハードカバー
- 「日本グランプリ」『Nikkor Annual 1970/71』 Nikon、1971年
- 「TAMOTSU FUTAMURA」『Das grosse Buch vom Rallyesport』 Verlag Orac、1979年
- 「LAUDA」 『LAUDA』 横浜ゴム、1981年
- 「ハヌー･ミッコラ」 『ラリー&rally - auto technic』 山海堂 、1984年
- 「Niki Lauda」『Niki Lauda』 Verlag Orac、1985年
- 「quattro」『quattro』 Verlag Orac、1986年

### 雑誌
- 「グランプリ」 『カメラ毎日』 毎日新聞社、1967年7月
- 「グランプリ」 『カメラ毎日』 毎日新聞社、1970年3月
- 「RACING CARS AND I」 『Camerart』 Camerart、1971年4月
- 「王妃とレース」 『カメラ毎日』 毎日新聞社、1972年6月
- 「サファリラリー」 『ニコン･テクニカル･マニュアル』 写真工業出版社、1981年3月
- 「THE SCENE」 『Rally Lancia Impression by三好秀晶』  サンエイムック、2011年1月